# بريان هاو (ممثل)
بريان هاو (بالإنجليزية: Brian Howe)‏ مواليد 31 ديسمبر ١٩٥٧، هو ممثل أمريكي.

## الأعمال
- الملكي
- أمسكني لو استطعت
- آر في
- ديجا فو
- السعي للسعادة
- غران تورينو
- أنابيل
- آنابيل: التكوين

## روابط خارجية
- بريان هاو على موقع IMDb (الإنجليزية)
- بريان هاو على موقع ألو سيني (الفرنسية)
- بريان هاو على موقع أول موفي (الإنجليزية)
- بريان هاو على موقع قاعدة بيانات الأفلام السويدية (السويدية)
- بريان هاو على موقع قاعدة بيانات الفيلم (الإنجليزية)
- بريان هاو على موقع كينوبويسك (الروسية)